# Trojes
Trojes es un municipio del departamento de El Paraíso en la República de Honduras.
Junto a Tiote comparte la frontera entre Nicaragua y Honduras.

## Toponimia
El municipio de Trojes se conoce como la «Zona Recuperada de El Paraíso», debido a que estuvo ocupado por la República de Nicaragua; su nombre tiene origen a raíz de los pobladores nicaragüenses que sembraban tabaco que en ese entonces se consideraba una actividad ilícita y construían «Trojas» para almacenarlo un tiempo antes de ser transportado; debido a esto se le llamó «Las Trojas», que posteriormente se conoce como «Las Trojes».

## Límites
Parte de su territorio comprende el Parque Nacional Patuca. Por este municipio discurre el Río Coco o Segovia, cuyo curso marca el límite con Nicaragua.
| Orientación | Límite                          |
| ----------- | ------------------------------- |
| Norte       | Municipio de Catacamas, Olancho |
| Sur         | República de Nicaragua          |
| Este        | República de Nicaragua          |
| Oeste       | Municipio de Danli, El Paraíso  |

## Clima
El clima en general, casi como en toda la región oriental es templado, teniendo un invierno copioso
y un verano fresco

## Historia
En 1960 (18 de noviembre), la Corte Internacional de Justicia (CIJ) emitió el fallo definitivo ratificando las posesiones de Honduras establecidas en el Laudo del Rey de España Alfonso XIII (firmado el 23 de diciembre de 1906). El Laudo ratificó las posesiones de Honduras desde el punto denominado Portillo de Teotecacinte hasta la desembocadura del Río Coco o Segovia y el Cabo de Gracias a Dios y obligando a Nicaragua a cumplirlas al pie de la letra. Se delimita la frontera quedando Trojes perteneciente Honduras. A consecuencia de dicho fallo comienza la inmigración hondureña de diferentes partes del país especialmente de la zona sur para poblar y trabajar en la amada Zona Recuperada.
En 1987 (1 de septiembre), Las Trojes fue declarado municipio. El ciudadano Leonardo Zavala en carácter de Fiscal del patronato a través del abogado Armando Aguilar Cruz, presentó la solicitud de mérito, la cual fue admitida por la Secretaría de Estado de los Despachos de Gobernación y Justicia, mandando a librar comunicación a la Gobernación Política del Departamento de El Paraíso. Posteriormente se ratificó que la Aldea de Las Trojes reunía los requisitos que manda la Ley de Municipalidades y de Régimen Político para ser elevada a categoría de municipio. Lo que dio como resultado que el presidente de la república José Simón Azcona Hoyo por Decreto 87-27 del 1 de septiembre de 1987 declarara que la Aldea Las Trojes se convertía en el Municipio de Trojes del Departamento de El Paraíso. De inmediato Norman Ponce se convierte en el primer Alcalde, quien fungió hasta el año de 1990.

## Población
De acuerdo con la proyección poblacional de 2020, tiene una población de 53,921 habitantes.

## Educación
Existe en el municipio el "Instituto Alfonso XIII" (Educación Media), escuela e Instituto Privado "Juventud de Oriente", Centro de Educación Básica José Trinidad Reyes en la Aldea de Cifuentes en donde se dieron de los primeros asentamientos humanos del municipio , Centro de Educación Básica "Doctor Roberto Suazo Cordova" en Río Arriba # 2, Centro de Educación Básica Doctor "Ramón Villeda Morales" en San José de Yamales.

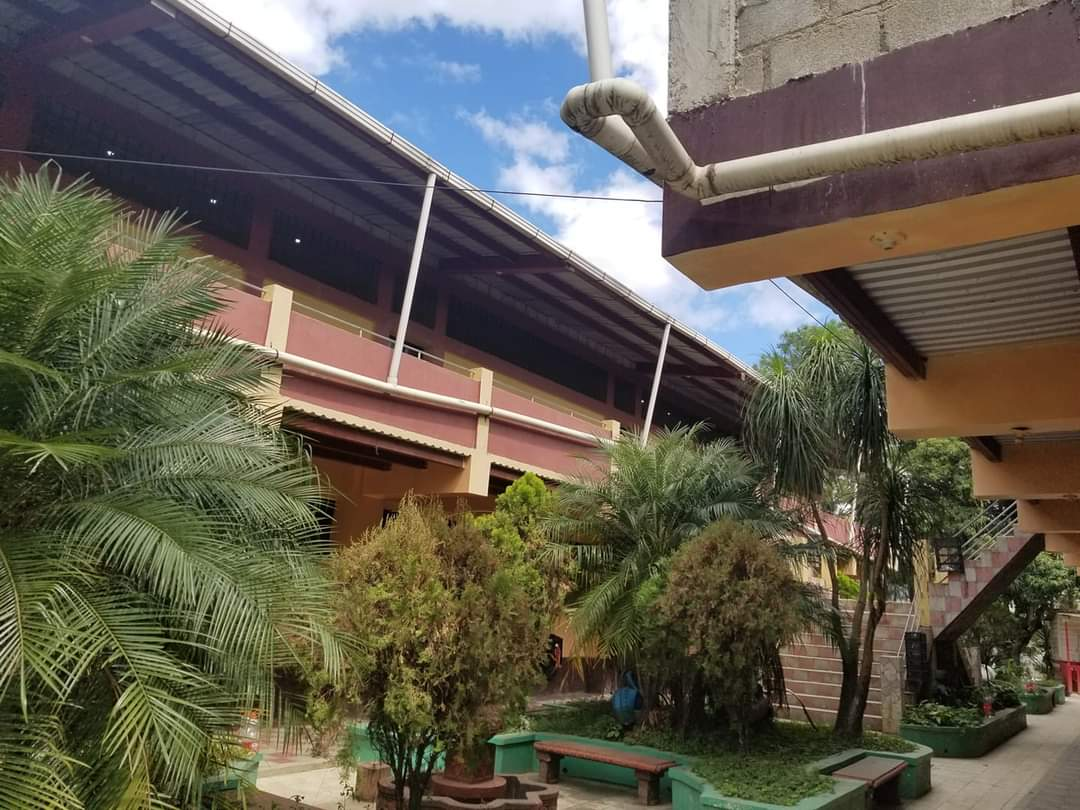
Instituto Alfonso XIII

## Economía
Trojes es un municipio que se dedica en sus más fuertes rubros a la agricultura, ganadería, silvicultura y pesca. El cultivo y la producción del grano del café es la actividad económica más rentable, quedando la ganadería como su segunda actividad más importante. Como tercera actividad económica se encuentra el cultivo de granos de consumo básico, como el arroz, frijoles, maíz; cultivo y producción de la planta de tabaco. En el áre apícola con la producción de miel de abeja la cual se embotella y se comercializa en distintos puntos a nivel nacional. La comercialización de madera de pino. Otro rubro no menos importante es la extracción de oro artesanal y semi automatizado el cual es trabajado sin concesión del gobierno, por diferentes minorías de mineros artesanos.
Existe relación comercial con el poblado de Jalapa en Nicaragua, sobre todo de productos agrícolas, ganado y maíz.

## División Política
Aldeas: 7 (2013)
Caseríos: 199 (2013)
| Código | Aldea     |
| ------ | --------- |
| 071901 | Trojes    |
| 071902 | Arenales  |
| 071903 | Capire    |
| 071904 | Cifuentes |
| 007195 | El Guineo |
| 071906 | Tapalchi  |
| 071907 | Yamales   |

## Deportes
El municipio es representado en la Liga de Ascenso por el Club Deportivo Hondupino.